# Зиферт, Сильвия
Сильвия Зиферт (до замужества — Хайнрих; нем. Silvia Siefert (Heinrich); род. 19 июля 1953, Магдебург) — восточногерманская гандболистка, полевой игрок. Серебряный призёр летних Олимпийских игр 1976 года, чемпионка мира 1975 года.

## Биография
Сильвия Зиферт родилась 19 июля 1953 года в восточногерманском городе Магдебург (сейчас в Германии).
Занималась гандболом в клубе «Магдебург», затем играла за его команду.
В 1973 году в составе женской сборной ГДР участвовала в чемпионате мира в Югославии, где немки заняли 9-е место.
В 1975 году завоевала золотую медаль чемпионата мира в СССР.
В 1976 году вошла в состав женской сборной ГДР по гандболу на летних Олимпийских играх в Монреале и завоевала серебряную медаль. Играла в поле, провела 4 матча, забросила 5 мячей (4 в ворота сборной Японии, один — Канаде).
В 1976 году была награждена бронзовым орденом «За заслуги перед Отечеством».